# Pauze

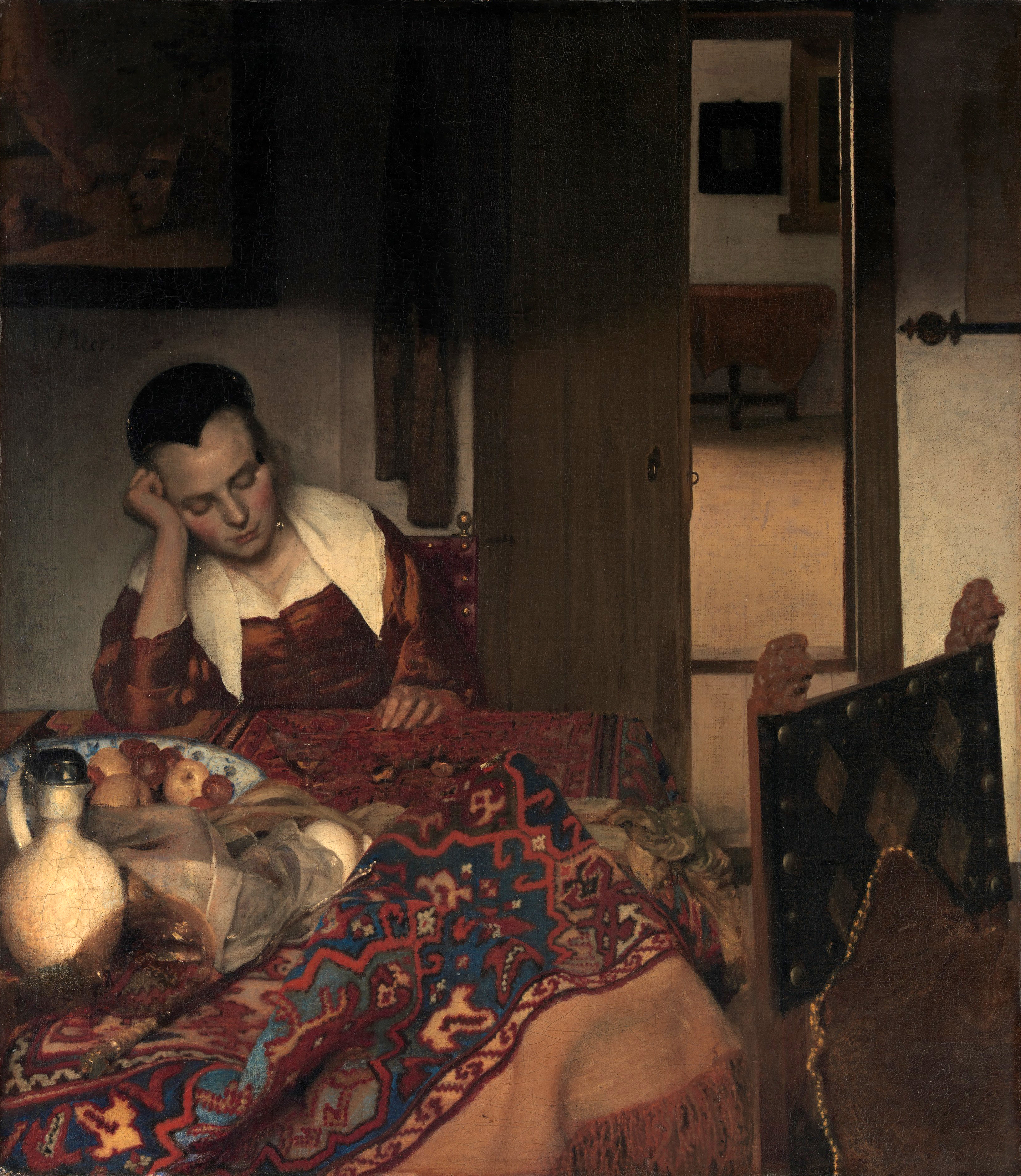
Het Slapende Meisje, Johannes Vermeer, circa 1657

Een pauze is een tijdelijke periode van onderbreking van een handeling, met de bedoeling om even tot rust te komen en daarna met frisse moed de draad weer op te pakken.
Theaterstukken, muzikale composities en in mindere mate ook films worden vaak in twee delen rond de pauze vertoond. Zeer langdurige werken kunnen worden onderbroken door meerdere pauzes.
Pauzes komen voor op scholen tussen de lesuren, bijvoorbeeld voor de lunch. Tijdens gevechten met vuurwapens kan er sprake zijn van een vuurpauze. In de muziek geeft een rust of een fermate een pauze.
Het woord werd omstreeks de 15e eeuw overgenomen uit het Middelfrans. Het 14e-eeuwse Franse woord "pause" was afkomstig uit het Latijnse "pausa", einde of beëindiging, dat was afgeleid van het Griekse woord "pauein", stoppen of beëindigen. Deze oorspronkelijke betekenis is nog terug te vinden in de woorden menopauze (waarvan het eerste deel teruggaat op het Griekse "men", een maand) en heliopauze. Bij deze woorden is sprake van een definitieve beëindiging.
Pauzeren is cultuurgebonden. Vanwege de hoge temperaturen houdt men vanouds in Spanje als de zon het hoogst staat een siësta.